# Sizani Ngubane
Sizani Ngubane là một nhà hoạt động người Nam Phi làm việc vì quyền của phụ nữ bản địa. Năm 1998, cô thành lập Phong trào Phụ nữ Nông thôn (Rural Women's Movement - RWM).

## Đầu đời
Sizani Ngubane sinh ngày 24 tháng 11 năm 1946 tại KwaMpumuza, gần Pietermaritzburg. Cô và bốn đứa em của mình được nuôi dưỡng bởi mẹ cô, người đang làm công nhân trong nước. Sizani, với tư cách là đứa con lớn nhất, đã quyết định bỏ học để phụ giúp mẹ nuôi dạy anh chị em của mình. Do đó, cô không có cơ hội có được một nền giáo dục chính thức, và phải tự chịu trách nhiệm cho giáo dục của chính mình.
Năm 1956, khi chỉ mới 10 tuổi, Sizani đã tận mắt nhìn thấy những tác động bất lợi của sự thiên vị giới tính và sự căng thẳng phi lý mà nó gây ra cho phụ nữ. Cha của Sizani là một công nhân nhập cư ở Johannesburg, chỉ trở về nhà hai tuần trong năm trong mùa lễ hội và ngôi nhà được quản lý bởi mẹ của Sizani. Một lần, khi cha của Sizani đi vắng, anh trai anh đến gần mẹ của Sizani, yêu cầu cô rời đi và cho anh ta ngôi nhà và đất đai: vì cô là một người phụ nữ mà cô không thể tự mình sở hữu hoặc sống trên một mảnh đất.
Sizani đi cùng mẹ đến gặp cảnh sát trưởng, yêu cầu sự giúp đỡ của anh ta và yêu cầu anh ta hoàn thành nghĩa vụ chăm sóc sức khỏe của một cộng đồng. Ông trả lời, Mama Mama Ngubane, tôi ước con gái bạn là con trai của bạn, tôi sẽ giao đất cho bạn bây giờ. Nhưng vì cô ấy là con gái và con trai lớn của bạn vẫn còn quá trẻ nên tôi xin lỗi tôi không thể giao đất cho bạn theo quyền riêng tư của bạn là một người phụ nữ. từ nhà cũ của họ và bị buộc phải tìm nơi ẩn náu tại nhà của dì ruột.
Toàn bộ tình huống này đã và vẫn còn trầm trọng hơn bởi thực tế là các phần của luật pháp và chính sách như Đạo luật Quản trị của Bantu năm 1927 (phần 11 (3) coi người vợ trong các cuộc hôn nhân theo phong tục là vị thành niên và phải chịu sự giám hộ của chồng. tài sản hoặc ký kết bất kỳ hợp đồng nào hoặc thậm chí mở tài khoản ngân hàng theo quyền riêng của họ. Phụ nữ phải được người thân của họ đại diện.